# In Miracle Land
In Miracle Land è il settimo album in studio del gruppo musicale australiano The Vines, pubblicato nel 2018.

## Tracce
1. Hate the Sound – 2:44
2. Broken Heart – 2:30
3. Leave Me Alone – 2:15
4. Willow – 3:00
5. Emerald Ivy – 2:54
6. Sky Gazer – 4:00
7. Waitin – 1:40
8. Slide Away – 2:40
9. Annie Jane – 3:59
10. In Miracle Land – 2:36
11. I Wanna Go Down – 2:04
12. Gone Wonder – 3:38